# Régions de Belgique
Cet article concerne les Régions administratives et politiques de la Belgique. Pour les autres significations, voir Régions linguistiques de Belgique et Régions naturelles de Belgique.

Carte des régions de Belgique
Région Bruxelles-Capitale
Région flamande
Région wallonne

Les régions de Belgique sont l'une des divisions administratives du Royaume mises en place depuis le 24 décembre 1970 lors de la première réforme de l’État belge. Elles ne sont pas à confondre avec les régions linguistiques de Belgique, ni avec les communautés de Belgique.
La loi dispose que la Belgique comprend trois régions administratives : 
- La Région de Bruxelles-Capitale
- La Région flamande
- La Région wallonne

Elles sont toutefois à distinguer des régions linguistiques et des communautés, également créées par les différentes révisions de la Constitution belge qui ont mené petit à petit au fédéralisme belge. 
Les régions administratives disposent d'une autonomie étendue en particulier dans les domaines de l'économie, de l'emploi, de l'aménagement du territoire, de l'agriculture, des travaux publics, du logement, du tourisme, de l'énergie, de l'environnement, des voies navigables, des eaux et forêts, de la tutelle sur les pouvoirs subordonnés, de la politique familiale, des handicapés, du troisième âge (etc.).
Ainsi que (partiellement) : de l'aide aux personnes, de l'enseignement (bâtiments, transports scolaires) ou du patrimoine et les communautés en disposent en matière culturelle ainsi qu'en matière d'aide aux personnes et d'enseignement.
L'autonomie des régions, comme de toutes les entités fédérées belges, est très étendue en raison du principe des compétences exclusives qui singularisent le fédéralisme belge par le fait qu'il prolonge, pratiquement sans réserves, l'autonomie des entités fédérées sur la scène internationale.

## Histoire

La Région de Bruxelles-Capitale ne sera officiellement créée que le 12 janvier 1989 alors que la Région flamande et la Région wallonne avaient été créées dix-neuf ans plus tôt, le 24 décembre 1970, lors de la première réforme de l’État.

À l'instar des Communautés, les Régions sont officiellement créées par une loi spéciale promulguée le 24 décembre 1970 lors de la première réforme de l’État. Celle-ci révise la Constitution belge, notamment avec l'article 3 qui divise le Royaume en trois régions administratives : la Région flamande, la Région wallonne et une  « Région bruxelloise ». Cependant, à la suite de l'échec de la mise en pratique du pacte d'Egmont et des accords du Stuyvenberg en 1978, la loi spéciale du 8 août 1980 créant les institutions régionales ne comportait aucune disposition relative à la Région bruxelloise, ceci en raison de l'impossibilité de dégager un accord politique à son propos.
Ce n'est qu'en 1988 qu'un accord est trouvé, aboutissant à la loi spéciale du 12 janvier 1989 qui crée la Région de Bruxelles-Capitale, officiellement bilingue (français et néerlandais).

### La province du Brabant

La province du Brabant fut scindée le 1 janvier 1995 avec la création de deux nouvelles provinces le long de la frontière linguistique : au nord, la province du Brabant flamand et, au sud, la province du Brabant wallon.

La quatrième réforme de l’État fait dépendre les provinces des Régions et non plus de l'État fédéral. La province du Brabant, dont le territoire entourait la région de Bruxelles-Capitale et s’étalait sur les deux autres Régions, fut alors scindée en deux nouvelles entités situées chacune le long de la frontière linguistique : au nord, la province du Brabant flamand (Région flamande, chef-lieu : Louvain) et, au sud, le Brabant wallon (Région wallonne, chef-lieu : Wavre). Le nombre de provinces passa alors de neuf à dix. Cette solution administrative ne régla toutefois pas le problème de la question communautaire en Belgique, malgré la création des facilités linguistiques, notamment dans les communes à facilités de la périphérie bruxelloise.

## Des entités fédérées dotées de pouvoirs étendus
Au sein de l'État fédéral qu'est la Belgique, chaque région, en tant qu'État fédéré, possède son gouvernement et son parlement. Le fédéralisme belge est bâti sur le concept de l'équipollence des normes, c’est-à-dire que de manière générale, le niveau de pouvoir fédéral (belge) n'a aucune préséance par rapport aux entités fédérées pour ce qui concerne les compétences relatives de chacun des niveaux de pouvoir.
Ainsi, un « décret » loi votée par un parlement régional dans le domaine des compétences régionales ne peut pas être contredit par une loi belge. De plus, comme les compétences des entités fédérées leur sont exclusives sur leur territoire, une même compétence ne peut pas être détenue à la fois par les entités fédérées et par l'État belge.
Par ailleurs, le fédéralisme belge prévoit depuis 1993 que les entités fédérées (régions, communautés) ont le droit de régler, pour leurs matières, la coopération internationale, y compris la conclusion des traités.
Cependant, c'est bien au niveau de la constitution belge et des lois spéciales fédérales que sont déterminées les compétences respectives de l'État fédéral et des entités fédérées.
Sauf exception, le roi des Belges, chef de l'État belge, n'intervient plus dans le processus de la décision politique au niveau des entités fédérées, à l'exception de l'assermentation des chefs de gouvernement.

## Wallonie

Drapeau officiel de la Région wallonne

Le territoire de la région wallonne est divisé en 262 communes, dont 253 communes dans la région de langue française et 9 communes dans la région de langue allemande, qui forment la Communauté germanophone de Belgique (2 % de la population wallonne). Les Wallons représentent environ un tiers de la population belge et la Wallonie près de 60 % du territoire du Royaume. La Wallonie est la région belge la plus grande en superficie.

### Provinces de Wallonie
- Brabant wallon (chef-lieu : Wavre)
- Hainaut (chef-lieu : Mons)
- Liège (chef-lieu : Liège)
- Luxembourg (chef-lieu : Arlon)
- Namur (chef-lieu : Namur, capitale de la Wallonie)

### Villes importantes
À côté de Wavre, Mons, Liège, Arlon et Namur, qui sont les chefs-lieux des provinces wallonnes, les autres villes les plus importantes de la Région Wallonne sont, par ordre de population décroissante :
- Charleroi
- La Louvière
- Tournai
- Seraing
- Verviers
- Mouscron
- Braine-l'Alleud
- Herstal
- Châtelet
- Binche
- Ottignies-Louvain-la-Neuve
- Waterloo
- Ath
- Nivelles
- Huy
- Eupen (capitale de la Communauté germanophone)
- Dinant
- Virton
- Saint-Hubert

## Bruxelles-Capitale

Drapeau de la Région de Bruxelles-Capitale

La région de Bruxelles-Capitale est formée des 19 communes de l'agglomération bruxelloise. Cette région n'est pas divisée en provinces et représente un dixième de la population totale du pays. Elle est officiellement bilingue, historiquement néerlandophone, mais actuellement majoritairement francophone, et enclavée dans la Région flamande.

## Flandre

Drapeau officiel de la Région flamande

- La région flamande est constituée de 308 communes au nord du pays. Elle regroupe les communes néerlandophones.

### Provinces de Flandre
- Anvers (Antwerpen) ; chef-lieu : Anvers (Antwerpen)
- Brabant flamand (Vlaams-Brabant) ; chef-lieu : Louvain (Leuven)
- Flandre-Occidentale (West-Vlaanderen) ; chef-lieu : Bruges (Brugge)
- Flandre-Orientale (Oost-Vlaanderen) ; chef-lieu : Gand (Gent)
- Limbourg (Limburg) ; chef-lieu : Hasselt

### Villes importantes
À côté d'Anvers, Louvain, Bruges, Gand et Hasselt, qui sont les chefs-lieux des provinces flamandes, les autres villes importantes de la Région flamande sont :
- Malines (Mechelen)
- Ostende (Oostende)
- Courtrai (Kortrijk)
- Alost (Aalst)
- Tongres (Tongeren)
- Genk (Genk)